# 楚科奇自治区
楚科奇自治區（羅馬化：Chukotsky avtonomny okrug），通稱楚科奇（Чуко́тка），是俄羅斯的一個聯邦主體，為俄羅斯的一個自治區。地理上位於俄羅斯的遠東地區，行政上是遠東聯邦管區的一部份，也是俄羅斯中人口數量最少和人口密度最少的一個聯邦主體。楚科奇位在薩哈共和國以東，馬加丹州的東北方及堪察加邊疆區的北方。
1867年，俄羅斯把阿拉斯加賣給美國後，座落在俄羅斯最東北面的楚科奇是俄羅斯境內唯一一個有部份位處於西經的地區。自1993年脫離馬加丹州的管治後，楚科奇是俄羅斯內唯一一個獨立於任何一個聯邦主體的自治區。楚科奇人口只有49,348（2018），主要由俄羅斯人、楚科奇人和其他土著所組成。阿納德爾是區內最大城鎮及楚科奇的首府，亦是俄羅斯內最東面的城鎮。楚科奇內有隕石坑湖泊埃利格格特根湖，以及是俄羅斯內最東面、距離美國最近的村落乌埃连的所在地。楚科奇的面積達737,700平方公里，大致等同中國青海省，是俄羅斯境內第7大的聯邦主體。

## 地理

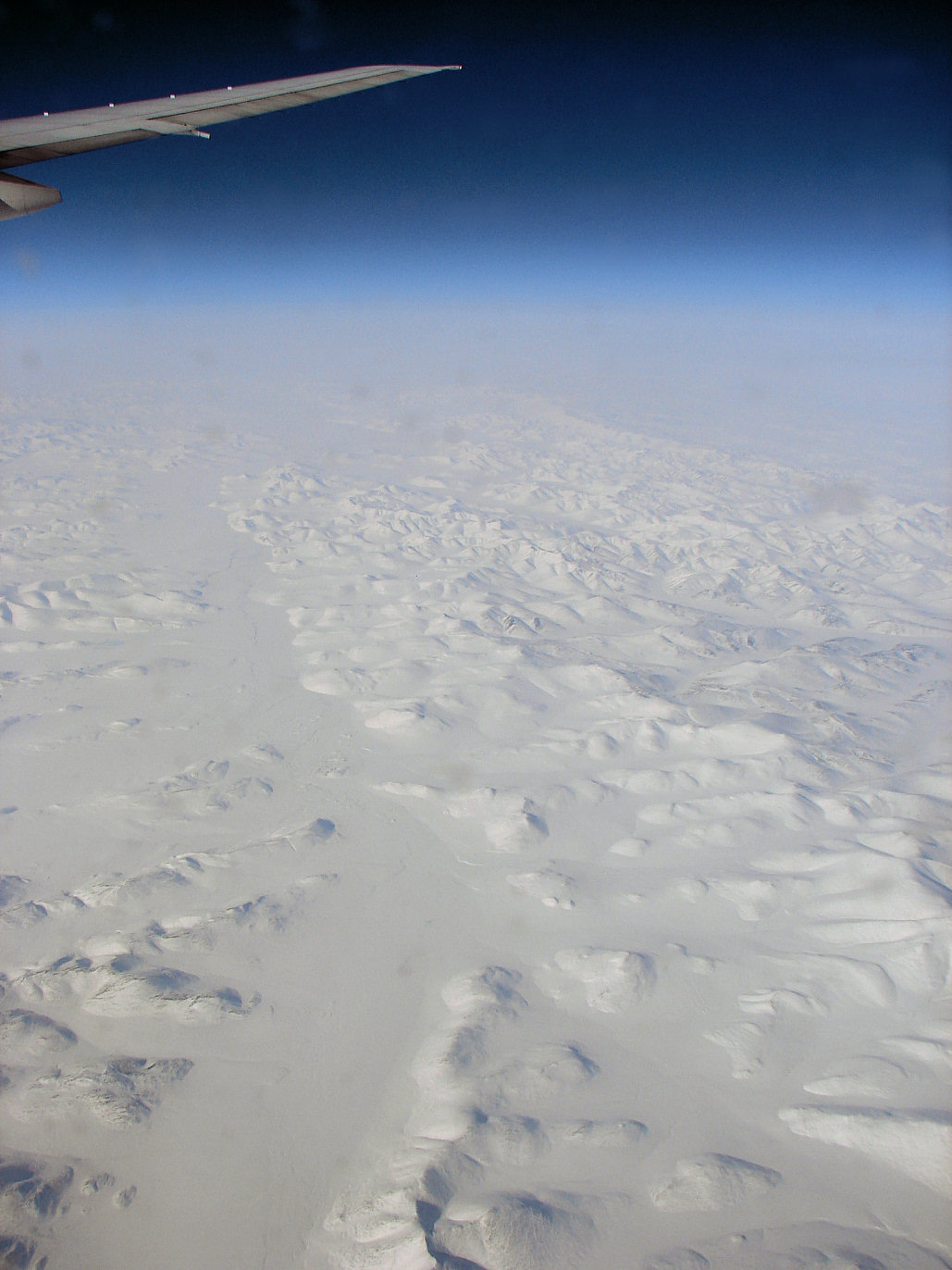
楚科奇北面渺無人煙的荒野

楚科奇的北部邊緣是同樣是北冰洋一部分的楚科奇海和東西伯利亞海；東部邊緣是位於太平洋中的白令海峽和白令海，與美國阿拉斯加隔海相望；南部地區與堪察加邊疆區和馬加丹州接壤；西部邊界則是薩哈共和國。楚科奇半島圍著阿納德爾灣的北面，它由西向東方的伸延形成了白令海峽，成為了俄羅斯和阿拉斯加的分界。半島的最東點傑日尼奧夫角同時是俄羅斯大陸的最東點。
從生態意義的角度看，楚科奇可以被劃分為三個不同的區域：北方的北極地區荒漠、中央的凍土地域和南方的針葉林地區。楚科奇有一半以上的區域都在北極圈內。楚科特山脈和阿納德爾嶺反映出楚科奇多山的地理特色。
楚科奇的河流源自北方和中部的山脈。主要河流包括：
- 阿納德爾河及其支流別拉亞河、塔紐列爾河和韋利卡亞河，以及阿夫塔特庫利河，均由東面流向阿納德爾灣。
- 奧莫隆河、大阿努伊河和小阿努伊河西流向位於薩哈共和國的科力馬河。
- 勞丘阿河、恰翁河、帕利亞瓦姆河、佩格特梅利河、切吉京河和阿姆古埃馬河則北流向北冰洋。

楚科奇最大的湖泊是位於阿納德爾以西的克拉斯諾耶湖。而埃利格格特根湖則位於楚科奇中部。
楚科奇寬廣的海岸線形成數個半島地貌，主要的半島包括克特克半島、舍拉格斯基角、阿奇姆半島、楚科奇半島和俄羅斯沙嘴。
楚科奇亦有不少島嶼，從西向東的島嶼包括艾翁島、雷揚拉諾特島、琴庫爾島、莫謝伊島、羅烏坦群島、沙勞羅夫島、弗蘭格爾島、赫勒爾德島、二次飛行員沙嘴、卡爾卡爾普科島、科柳欽島、灰雁群島、伊德利德利亞島、大代奧米德島、伊利爾島、阿拉卡姆車臣島、伊特格蘭島、梅羅金坎島、阿欽金坎島和科薩-梅奇肯島。
楚科奇大部份地方被苔蘚、青苔和北極植物所覆蓋，類似於亞拉斯加西部。圍繞著阿納德爾灣及於河谷內生長著較小的落葉松、松樹、樺木、白楊和柳樹。楚科奇內生長著超過900種植物，包括400種苔蘚和青苔。楚科奇同時是220種雀鳥和30種淡水魚的家園。

### 氣候
楚科奇的氣候受周邊三個海洋所影響：白令海、東西伯利亞海和楚科奇海。其天氣的特點是北方冷風可以急速轉變為南方潮濕空氣。Navarin角是俄羅斯內最多颶風和雷暴的地邊。沿岸地區多風並帶來少量降雨，大約每年200至400毫米。一月份的溫度徘徊在-15度至-35度，七月份則徘徊在5度至14度。生長季節短暫，全年只有80至100日。

## 歷史
第一批涉足楚科奇的是來自中亞和東亞的古西伯利亞獵人。一般相信這批古西伯利亞人從楚科奇穿越白令陸橋遷徙到美洲大陸。傳統上，楚科奇內的民族包括當地的楚科奇人、西伯利亞尤皮克人、科里亞克族人、楚凡人、埃文人/拉穆特人、尤卡吉爾人和古俄羅斯移民。一直到1991年，楚科奇自治区本是马加丹州中的一个自治区。目前該區有可能和馬加丹州合并。切尔西足球俱乐部老板阿布拉莫维奇于2000年至2008年期间担任区长。

## 人口
50,526（2010年人口普查）；53,824（2002年人口普查）；157,528（1989年人口普查）。楚科奇自治区是俄罗斯极少数男人多于女人的地方之一。

### 民族構成
根据俄罗斯人口普查（2021年），楚科奇地区民族构成为：
- 俄罗斯人 54.2%
- 楚科奇人 28.3%
- 乌克兰人 3.2%
- 尤皮克人 3.1%
- 埃文人 2.7%
- 楚凡人 1.6%
- 卡尔梅克人 0.8%
- 鞑靼人 0.7%
- 布里亚特人 0.5%
- 其他族群均不到两百人

历史数据如下：
| 族裔                                                                                      | 1939年人口普查 | 1939年人口普查 | 1959年人口普查 | 1959年人口普查 | 1970年人口普查 | 1970年人口普查 | 1979年人口普查 | 1979年人口普查 | 1989年人口普查 | 1989年人口普查 | 2002年人口普查 | 2002年人口普查 | 2010年人口普查 | 2010年人口普查 | 2021年人口普查1 | 2021年人口普查1 |
| 族裔                                                                                      | 人数           | %              | 人数           | %              | 人数           | %              | 人数           | %              | 人数           | %              | 人数           | %              | 人数           | %              | 人数            | %               |
| ----------------------------------------------------------------------------------------- | -------------- | -------------- | -------------- | -------------- | -------------- | -------------- | -------------- | -------------- | -------------- | -------------- | -------------- | -------------- | -------------- | -------------- | --------------- | --------------- |
| 楚科奇人                                                                                  | 12,111         | 56.2%          | 9,975          | 21.4%          | 11,001         | 10.9%          | 11,292         | 8.1%           | 11,914         | 7.3%           | 12,622         | 24.0%          | 12,772         | 26.7%          | 13,292          | 28.3%           |
| 楚凡人                                                                                    | 12,111         | 56.2%          | 9,975          | 21.4%          | 11,001         | 10.9%          | 11,292         | 8.1%           | 944            | 0.6%           | 951            | 1.8%           | 897            | 1.9%           | 742             | 1.6%            |
| 尤皮克人                                                                                  | 800            | 3.7%           | 1,064          | 2.3%           | 1,149          | 1.1%           | 1,278          | 0.9%           | 1,452          | 0.9%           | 1,534          | 2.9%           | 1,529          | 3.2%           | 1,460           | 3.1%            |
| 埃文人                                                                                    | 817            | 3.8%           | 820            | 1.8%           | 1,061          | 1.0%           | 969            | 0.7%           | 1,336          | 0.8%           | 1,407          | 2.7%           | 1,392          | 2.9%           | 1,285           | 2.7%            |
| 俄罗斯人                                                                                  | 5,183          | 24.1%          | 28,318         | 60.7%          | 70,531         | 69.7%          | 96,424         | 68.9%          | 108,297        | 66.1%          | 27,918         | 53.1%          | 25,068         | 52.5%          | 25,503          | 54.2%           |
| 乌克兰人                                                                                  | 571            | 2.7%           | 3,543          | 7.6%           | 10,393         | 10.3%          | 20,122         | 14.4%          | 27,600         | 16.8%          | 4,960          | 9.4%           | 2,869          | 6.0%           | 1,526           | 3.2%            |
| 其他                                                                                      | 2,055          | 9.5%           | 2,969          | 6.4%           | 7,049          | 7.0%           | 9,859          | 7.0%           | 12,391         | 7.6%           | 3,233          | 6.1%           | 2,961          | 6.2%           | 3,236           | 6.9%            |
| 总计                                                                                      | 21,537         | 21,537         | 46,689         | 46,689         | 101,194        | 101,194        | 139,944        | 139,944        | 163,934        | 163,934        | 53,824         | 53,824         | 50,526         | 50,526         | 47,490          | 47,490          |
| 1 446人在行政数据库中登记无法申报民族。据估计，这个群体中的民族比例与申报群体的比例相同。 |                |                |                |                |                |                |                |                |                |                |                |                |                |                |                 |                 |

截至2021年，该地区有86个公认的民族。北方的土著民族占总人口的37%。
人种学地图显示，尤皮克人是Provideniya附近一些村庄的原住民，楚凡人在Markovo以西约100km的Chuvanskoye村，埃文人在一些内陆地区，而楚科奇人 则遍及该地区的其他地方。

## 經濟
楚科奇蘊藏著大量低度開發的石油、天然氣、煤、黃金和鎢。大部份居於野外的人們仍然以飼養馴鹿、狩獵和捕魚為生，而居住於城市的人們則通常從事採礦業、行政、建造業、文化工作、教育、醫療和其他行業。

## 交通
楚科奇自治區幾乎沒有公路，主要以空中交通作為運輸方式。位於阿爾納德的烏戈爾尼機場是楚科奇自治區的主要航空樞紐。

## 行政區劃
楚科奇自治区被分成6个区（район）：
- 阿纳德尔区（Анадырский）
- 比利比诺区（Билибинский）
- 恰翁區（Чаунский）
- 楚科奇区（Чукотский）
- 尤利廷區（Иультинский）
- 普羅維傑尼亞區（Провиденский）

## 外部連結
- 楚科奇自治區官方網頁 （页面存档备份，存于）（英文）
- 阿納德爾官方網頁 （页面存档备份，存于）（俄文）
- WWF關於楚科奇的小冊子 （页面存档备份，存于）（英文）